# Nihon Aircraft Manufacturing Corporation

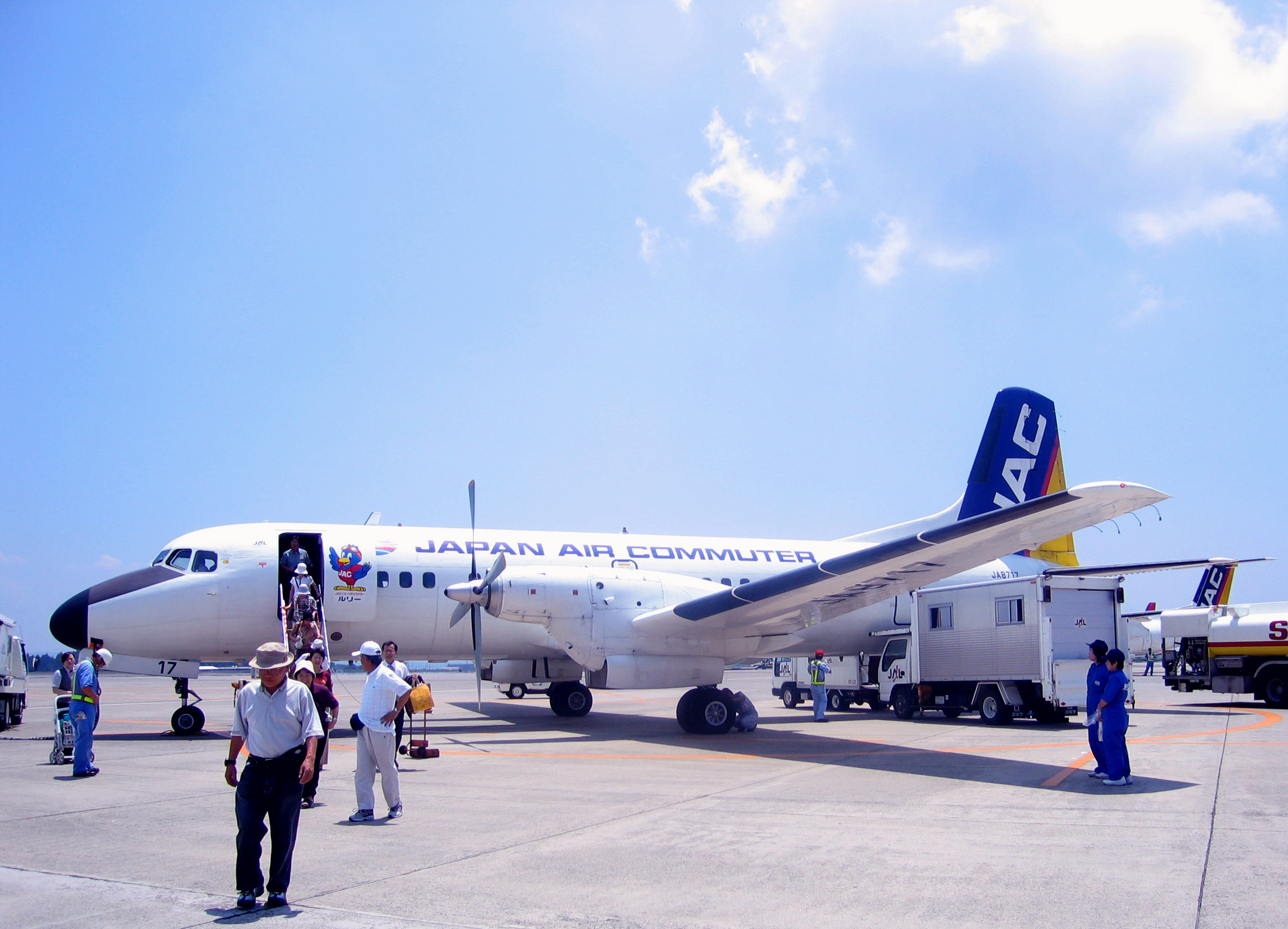
El NAMC YS-11

La Compañía Aeronáutica Nihon (日本航空機製造 Nihon Kōkūki Seizō), también conocida como NAMC, fue el constructor de la única aeronave civil comercialmente exitosa de Japón, el YS-11.

## Historia
Japón había diseñado y fabricado varios aviones militares antes y durante la Segunda Guerra Mundial, pero con la derrota en la guerra, la Declaración de Potsdam prohibió al país fabricar aviones y otros productos con un potencial uso militar. Sin embargo, estas restricciones fueron aligeradas por los Estados Unidos durante la guerra de Corea, lo que abrió la posibilidad de que una empresa japonesa produjera un avión civil.
NAMC fue fundada en abril de 1957 por los ejecutivos de Mitsubishi Heavy Industries, Fuji Heavy Industries, ShinMaywa, Grupo Sumitomo, Aeronaves Japón, Aeronaves Showa y Kawasaki Heavy Industries, con el objetivo de diseñar y fabricar un avión de pasajeros turbohélice para poder reemplazar el exitoso pero viejo Douglas DC-3. El resultado fue el YS-11, que se convirtió en el único avión comercial exitoso que salió de Japón en el siglo XX y el único avión comercial diseñado y producido en Japón por más de 50 años hasta la creación del Mitsubishi Regional Jet en 2015.
A fines de la década de 1970, después de producir varias variaciones del YS-11, NAMC esperaba introducir un avión de pasajeros jet para poder competir con los producidos por las compañías Boeing y McDonnell Douglas de los Estados Unidos. Desafortunadamente, debido a los prohibitivos costos tanto de producir localmente un motor jet como comprarlo a terceros, NAMC se vio obligada a cancelar su plan.
Destrozada por 36 mil millones de yenes en deuda (aproximadamente $ 151 millones según la tasa de cambio en ese momento), NAMC se disolvió el 23 de marzo de 1983.

## El YS-11
En su primera reunión en abril de 1957, las siete compañías que formaban parte de NAMC planearon finalizar el diseño y crear una maqueta del avión—apodado YS por las palabras japonesas para "transporte" y "plan"(輸送設計 Yusō Sekkei) -- para marzo de 1959. Para acelerar el proceso de construcción, cada compañía recibió la responsabilidad de construir una parte determinada del avión:
| Compañía       | Sección del avión                                       | Porcentaje del avión |
| -------------- | ------------------------------------------------------- | -------------------- |
| Mitsubishi     | Fuselaje delantero y medio                              | 54.2%                |
| Kawasaki       | Alas y nacelles del motor                               | 25.3%                |
| Fuji           | Nariz, sistema de presurización y ensamblaje de la cola | 10.3%                |
| Japan Aircraft | Decking, alerones y flaps                               | 4.9%                 |
| Shinmeiwa      | Popa del fuselaje y las puntas de las alas              | 4.7%                 |
| Showa          | Cabina y el borde del ala hacia adelante                | 0.5%                 |
| Sumitomo       | Tren de aterrizaje                                      | 0.1%                 |

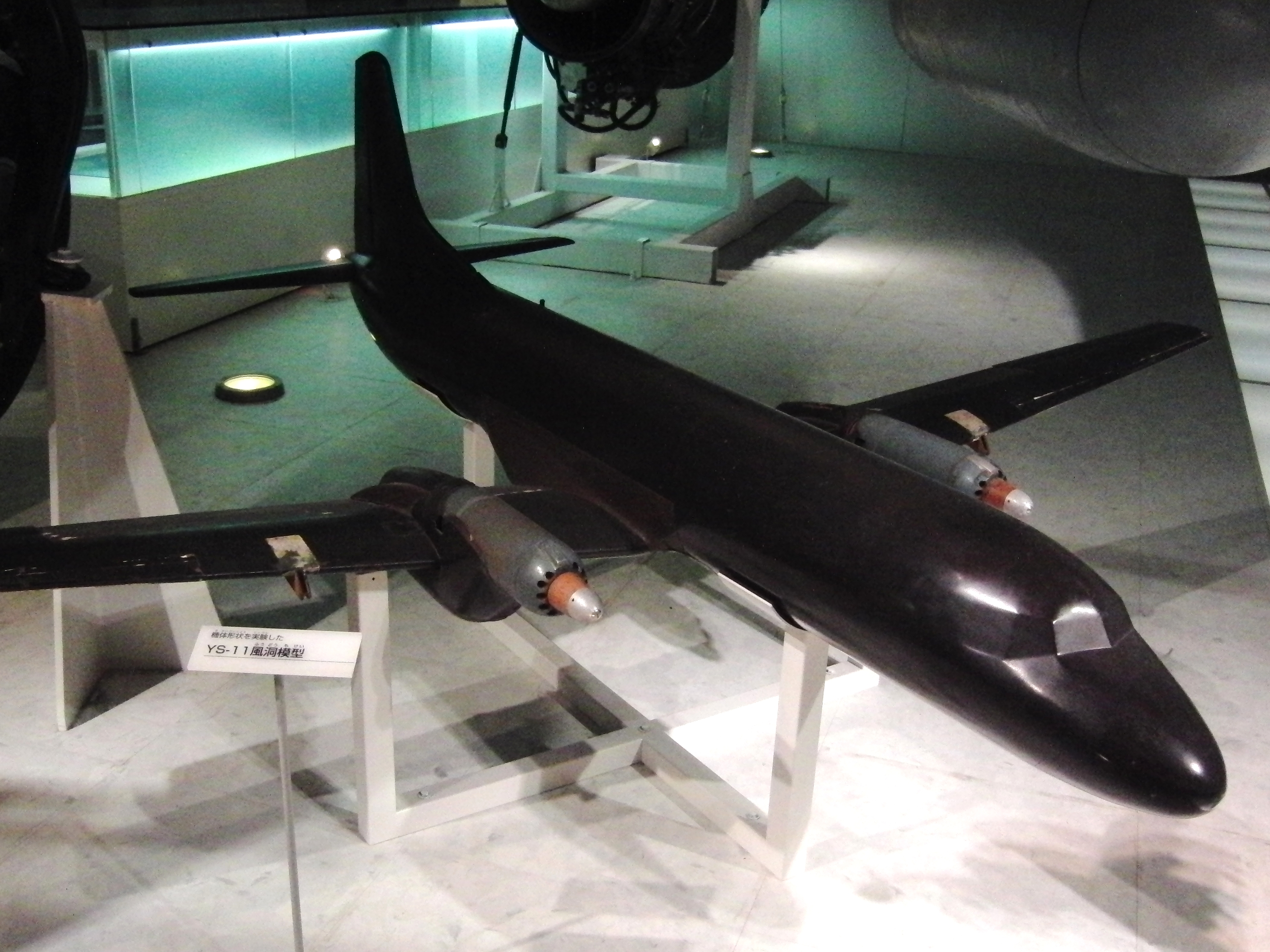
Modelo a escala de un YS-11 para pruebas en un túnel de viento

Los motores fueron adquiridos a la compañía británica Rolls-Royce.
Finalmente NAMC logró su objetivo, terminando el proyecto tres meses antes de lo previsto. El 11 de diciembre de 1958 se completó la maqueta inicial en una fábrica en Yokohama. El 30 de agosto de 1962, los dos primeros YS-11, numerados 1001 y 1002, realizaron sus primeros vuelos y cuando NAMC detuvo la línea de producción en 1974, habían construido y vendido un total de 182 aviones para aerolíneas tanto en Japón como en el exterior.